# Eduardo Camavinga
Eduardo Celmi Camavinga (Cabinda, 10 novembre 2002) è un calciatore francese, centrocampista o difensore del Real Madrid e della nazionale francese, con cui è diventato vicecampione del mondo nel 2022.
Considerato uno dei maggiori prospetti della sua generazione, dopo essersi distinto tra le file del Rennes, con cui ha vinto una Coppa di Francia (2018-2019), è stato acquistato dal Real Madrid nel 2021, dove ha vinto una Supercoppa di Spagna (2021), due volte la Liga (2021-2022 e 2023-2024), due Champions League (2021-2022 e 2023-2024), una Supercoppa UEFA (2022) e una Coppa del re (2022-2023).

## Biografia
Nato in un campo profughi in Angola, nel 2002 i suoi genitori, Celestino e Sofia, hanno deciso di stabilire tutta la famiglia in Francia, prima a Lilla e, poi, a Fougères nel nord-est della Bretagna.
Nel 2019 ha ottenuto la cittadinanza francese, mentre il 7 luglio 2020 ha conseguito il baccalauréat in scienze economiche e sociali.

## Caratteristiche tecniche
Camavinga è un centrocampista mancino dal fisico longilineo. Giocatore dotato di grande velocità e di un ottimo dribbling motivo per quale viene spesso utilizzato come mezzala o come regista. Inoltre è molto elegante nelle movenze e dotato di un grande carisma, è in possesso di un buon tiro dalla lunga distanza. E talvolta , è stato schierato anche come terzino sinistro.

## Carriera

### Club

#### Rennes
Cresciuto nel settore giovanile del Rennes, ha esordito in prima squadra il 6 aprile 2019, disputando l'incontro di Ligue 1 perso 3-1 contro il Nîmes; per l'occasione, all'età di 16 anni, 4 mesi e 27 giorni, diventa il più giovane debuttante nella massima serie francese. Al termine della stagione conquista la Coppa di Francia, battendo in finale il Paris Saint-Germain ai tiri di rigore, partita per la quale Camavinga non è convocato.
Il 15 dicembre 2019 realizza il primo gol da professionista nella vittoria esterna (1-0) sul campo dell'Olympique Lione.

#### Real Madrid
Il 31 agosto 2021 viene acquistato dal Real Madrid per 31 milioni di euro più bonus.
Esordisce con le merengues il 12 settembre, segnando il gol del 4-2 contro il Celta Vigo dopo appena sei minuti dal suo ingresso: nell'occasione diventa il quarto marcatore più giovane a segnare nella storia del club, dietro ad Alberto Rivera (17 anni e 111 giorni), Manolo Sanchís (18 anni e 195 giorni) e Rodrygo (18 anni e 259 giorni). Tre giorni dopo, il 15 settembre, debutta con i madrileni anche in Champions League, subentrando a Luka Modrić all'80' e fornendo un assist a Rodrygo nella vittoria contro l'Inter. Nel corso della stagione, assieme agli altri giovani in rosa, diventa uno dei capisaldi della squadra, vincendo la Supercoppa spagnola, la Liga e la Champions League, quest'ultima in finale contro il Liverpool.
Nella stagione successiva, dopo un inizio nel quale parte spesso dalla panchina a causa della grande concorrenza nel suo ruolo, l'allenatore Carlo Ancelotti lo schiera, con ottimi risultati, nel ruolo di terzino sinistro.

### Nazionale
Nel 2019 è convocato dal CT Sylvain Ripoll nella nazionale Under-21 francese. Debutta titolare nella partita vinta 3-2 contro i pari età della Georgia.
L'8 settembre 2020 esordisce in nazionale maggiore, diventando il più giovane debuttante nella storia della selezione francese a partire dal dopoguerra all'età di 17 anni, 9 mesi e 29 giorni.
Esattamente un mese dopo realizza la sua prima rete nell'amichevole vinta 7-1 contro l'Ucraina, diventando il più giovane marcatore della nazionale francese dopo il 1914 (all'epoca meglio di lui fece Maurice Gastiger, che andò a segno all'età di 17 anni, 5 mesi e 5 giorni).
Con la nazionale maggiore arriva in finale al mondiale 2022 in Qatar.

## Statistiche

### Presenze e reti nei club
Statistiche aggiornate al 22 dicembre 2024.
| Stagione           | Squadra            | Campionato         | Campionato | Campionato | Coppe nazionali | Coppe nazionali | Coppe nazionali | Coppe continentali | Coppe continentali | Coppe continentali | Altre coppe  | Altre coppe | Altre coppe | Totale | Totale | Totale |
| Stagione           | Squadra            | Comp               | Pres       | Reti       | Comp            | Pres            | Reti            | Comp               | Pres               | Reti in            | Comp         | Pres        | Reti        | Pres   | Reti   |        |
| ------------------ | ------------------ | ------------------ | ---------- | ---------- | --------------- | --------------- | --------------- | ------------------ | ------------------ | ------------------ | ------------ | ----------- | ----------- | ------ | ------ | ------ |
| 2018-2019          | Rennes             | L1                 | 7          | 0          | CF+CdL          | 0               | 0               | UEL                | -                  | -                  | -            | -           | -           | 7      | 0      |        |
| 2019-2020          | Rennes             | L1                 | 25         | 1          | CF+CdL          | 5+1             | 0               | UEL                | 4                  | 0                  | SF           | 1           | 0           | 36     | 1      |        |
| 2020-2021          | Rennes             | L1                 | 35         | 1          | CF              | 0               | 0               | UCL                | 4                  | 0                  | -            | -           | -           | 39     | 1      |        |
| ago. 2021          | Rennes             | L1                 | 4          | 0          | CF              | 0               | 0               | UECL               | 2                  | 0                  | -            | -           | -           | 6      | 0      |        |
| Totale Rennes      | Totale Rennes      | Totale Rennes      | 71         | 2          |                 | 6               | 0               |                    | 10                 | 0                  |              | 1           | 0           | 88     | 2      |        |
| 2021-2022          | Real Madrid        | PD                 | 26         | 2          | CR              | 3               | 0               | UCL                | 10                 | 0                  | SS           | 1           | 0           | 40     | 2      |        |
| 2022-2023          | Real Madrid        | PD                 | 37         | 0          | CR              | 6               | 0               | UCL                | 11                 | 0                  | SS+SU+Cmc    | 2+1+2       | 0           | 59     | 0      |        |
| 2023-2024          | Real Madrid        | PD                 | 31         | 0          | CR              | 2               | 0               | UCL                | 10                 | 0                  | SS           | 2           | 0           | 45     | 0      |        |
| 2024-2025          | Real Madrid        | PD                 | 8          | 1          | CR              | 1               | 1               | UCL                | 4                  | 0                  | SU+SS+CI+Cmc | 0+0+1+0     | 0           | 14     | 2      |        |
| Totale Real Madrid | Totale Real Madrid | Totale Real Madrid | 102        | 3          |                 | 12              | 1               |                    | 35                 | 0                  |              | 9           | 0           | 158    | 4      |        |
| Totale carriera    | Totale carriera    | Totale carriera    | 173        | 5          |                 | 18              | 1               |                    | 45                 | 0                  |              | 10          | 0           | 246    | 6      |        |

### Cronologia presenze e reti in nazionale
| Cronologia completa delle presenze e delle reti in nazionale ― Francia | Cronologia completa delle presenze e delle reti in nazionale ― Francia | Cronologia completa delle presenze e delle reti in nazionale ― Francia | Cronologia completa delle presenze e delle reti in nazionale ― Francia | Cronologia completa delle presenze e delle reti in nazionale ― Francia | Cronologia completa delle presenze e delle reti in nazionale ― Francia | Cronologia completa delle presenze e delle reti in nazionale ― Francia | Cronologia completa delle presenze e delle reti in nazionale ― Francia |
| Data                                                                   | Città                                                                  | In casa                                                                | Risultato                                                              | Ospiti                                                                 | Competizione                                                           | Reti                                                                   | Note                                                                   |
| ---------------------------------------------------------------------- | ---------------------------------------------------------------------- | ---------------------------------------------------------------------- | ---------------------------------------------------------------------- | ---------------------------------------------------------------------- | ---------------------------------------------------------------------- | ---------------------------------------------------------------------- | ---------------------------------------------------------------------- |
| 8-9-2020                                                               | Saint-Denis                                                            | Francia                                                                | 4 – 2                                                                  | Croazia                                                                | UEFA Nations League 2020-2021 - 1º turno                               | -                                                                      | 63’                                                                    |
| 7-10-2020                                                              | Saint-Denis                                                            | Francia                                                                | 7 – 1                                                                  | Ucraina                                                                | Amichevole                                                             | 1                                                                      | 60’                                                                    |
| 14-10-2020                                                             | Zagabria                                                               | Croazia                                                                | 1 – 2                                                                  | Francia                                                                | UEFA Nations League 2020-2021 - 1º turno                               | -                                                                      | 63’                                                                    |
| 25-9-2022                                                              | Copenaghen                                                             | Danimarca                                                              | 2 – 0                                                                  | Francia                                                                | UEFA Nations League 2022-2023 - 1º turno                               | -                                                                      | 46’                                                                    |
| 30-11-2022                                                             | Al Rayyan                                                              | Tunisia                                                                | 1 – 0                                                                  | Francia                                                                | Mondiali 2022 - 1º turno                                               | -                                                                      |                                                                        |
| 18-12-2022                                                             | Lusail                                                                 | Argentina                                                              | 3 – 3 dts (4 – 2 dtr)                                                  | Francia                                                                | Mondiali 2022 - Finale                                                 | -                                                                      | 71’                                                                    |
| 24-3-2023                                                              | Saint-Denis                                                            | Francia                                                                | 4 – 0                                                                  | Paesi Bassi                                                            | Qual. Euro 2024                                                        | -                                                                      | 76’                                                                    |
| 27-3-2023                                                              | Dublino                                                                | Irlanda                                                                | 0 – 1                                                                  | Francia                                                                | Qual. Euro 2024                                                        | -                                                                      |                                                                        |
| 16-6-2023                                                              | Faro                                                                   | Gibilterra                                                             | 0 – 3                                                                  | Francia                                                                | Qual. Euro 2024                                                        | -                                                                      | 79’                                                                    |
| 19-6-2023                                                              | Saint-Denis                                                            | Francia                                                                | 1 – 0                                                                  | Grecia                                                                 | Qual. Euro 2024                                                        | -                                                                      |                                                                        |
| 7-9-2023                                                               | Parigi                                                                 | Francia                                                                | 2 – 0                                                                  | Irlanda                                                                | Qual. Euro 2024                                                        | -                                                                      | 90’                                                                    |
| 12-9-2023                                                              | Dortmund                                                               | Germania                                                               | 2 – 1                                                                  | Francia                                                                | Amichevole                                                             | -                                                                      |                                                                        |
| 17-10-2023                                                             | Villeneuve-d'Ascq                                                      | Francia                                                                | 4 – 1                                                                  | Scozia                                                                 | Amichevole                                                             | -                                                                      |                                                                        |
| 23-3-2024                                                              | Lione                                                                  | Francia                                                                | 0 – 2                                                                  | Germania                                                               | Amichevole                                                             | -                                                                      | 61’                                                                    |
| 26-3-2024                                                              | Marsiglia                                                              | Francia                                                                | 3 – 2                                                                  | Cile                                                                   | Amichevole                                                             | -                                                                      | 44’                                                                    |
| 5-6-2024                                                               | Metz                                                                   | Francia                                                                | 3 – 0                                                                  | Lussemburgo                                                            | Amichevole                                                             | -                                                                      | 89’                                                                    |
| 9-6-2024                                                               | Bordeaux                                                               | Francia                                                                | 0 – 0                                                                  | Canada                                                                 | Amichevole                                                             | -                                                                      | 40’                                                                    |
| 17-6-2024                                                              | Düsseldorf                                                             | Austria                                                                | 0 – 1                                                                  | Francia                                                                | Euro 2024 - 1º turno                                                   | -                                                                      | 71’                                                                    |
| 25-6-2024                                                              | Dortmund                                                               | Francia                                                                | 1 – 1                                                                  | Polonia                                                                | Euro 2024 - 1º turno                                                   | -                                                                      | 61’                                                                    |
| 5-7-2024                                                               | Amburgo                                                                | Portogallo                                                             | 0 – 0 dts (3 – 5 dtr)                                                  | Francia                                                                | Euro 2024 - Quarti di finale                                           | -                                                                      | 91’                                                                    |
| 9-7-2024                                                               | Monaco di Baviera                                                      | Spagna                                                                 | 2 – 1                                                                  | Francia                                                                | Euro 2024 - Semifinale                                                 | -                                                                      | 62’ 89’                                                                |
| 10-10-2024                                                             | Budapest                                                               | Israele                                                                | 1 – 4                                                                  | Francia                                                                | UEFA Nations League 2024-2025 - 1º turno                               | 1                                                                      | 18’ 70’                                                                |
| 14-10-2024                                                             | Bruxelles                                                              | Belgio                                                                 | 1 – 2                                                                  | Francia                                                                | UEFA Nations League 2024-2025 - 1º turno                               | -                                                                      | 73’                                                                    |
| 14-11-2024                                                             | Saint-Denis                                                            | Francia                                                                | 0 – 0                                                                  | Israele                                                                | UEFA Nations League 2024-2025 - 1º turno                               | -                                                                      | 35’ 71’                                                                |
| 20-3-2025                                                              | Spalato                                                                | Croazia                                                                | 2 – 0                                                                  | Francia                                                                | UEFA Nations League 2024-2025 - Quarti di finale                       | -                                                                      | 64’                                                                    |
| 23-3-2025                                                              | Saint-Denis                                                            | Francia                                                                | 2 – 0 dts (5 – 4 dtr)                                                  | Croazia                                                                | UEFA Nations League 2024-2025 - Quarti di finale                       | -                                                                      | 106’                                                                   |
| Totale                                                                 |                                                                        | Presenze                                                               | 26                                                                     |                                                                        | Reti                                                                   | 2                                                                      |                                                                        |

| Cronologia completa delle presenze e delle reti in nazionale ― Francia under 21 | Cronologia completa delle presenze e delle reti in nazionale ― Francia under 21 | Cronologia completa delle presenze e delle reti in nazionale ― Francia under 21 | Cronologia completa delle presenze e delle reti in nazionale ― Francia under 21 | Cronologia completa delle presenze e delle reti in nazionale ― Francia under 21 | Cronologia completa delle presenze e delle reti in nazionale ― Francia under 21 | Cronologia completa delle presenze e delle reti in nazionale ― Francia under 21 | Cronologia completa delle presenze e delle reti in nazionale ― Francia under 21 |
| Data                                                                            | Città                                                                           | In casa                                                                         | Risultato                                                                       | Ospiti                                                                          | Competizione                                                                    | Reti                                                                            | Note                                                                            |
| ------------------------------------------------------------------------------- | ------------------------------------------------------------------------------- | ------------------------------------------------------------------------------- | ------------------------------------------------------------------------------- | ------------------------------------------------------------------------------- | ------------------------------------------------------------------------------- | ------------------------------------------------------------------------------- | ------------------------------------------------------------------------------- |
| 15-11-2019                                                                      | Tomblaine                                                                       | Francia under 21                                                                | 3 – 2                                                                           | Georgia under 21                                                                | Qual. Europeo Under-21 2021                                                     | -                                                                               | 90+4’                                                                           |
| 25-3-2021                                                                       | Szombathely                                                                     | Francia under 21                                                                | 0 – 1                                                                           | Danimarca under 21                                                              | Europeo Under-21 2021 - 1º turno                                                | -                                                                               | 62’                                                                             |
| 28-3-2021                                                                       | Szombathely                                                                     | Russia under 21                                                                 | 0 – 2                                                                           | Francia under 21                                                                | Europeo Under-21 2021 - 1º turno                                                | -                                                                               | 83’                                                                             |
| 31-3-2021                                                                       | Győr                                                                            | Islanda under 21                                                                | 0 – 2                                                                           | Francia under 21                                                                | Europeo Under-21 2021 - 1º turno                                                | -                                                                               |                                                                                 |
| 2-9-2021                                                                        | Le Mans                                                                         | Francia under 21                                                                | 3 – 0                                                                           | Macedonia del Nord under 21                                                     | Qual. Europeo Under-21 2023                                                     | 1                                                                               | 20’ 77’                                                                         |
| 6-9-2021                                                                        | Tórshavn                                                                        | Fær Øer under 21                                                                | 1 – 1                                                                           | Francia under 21                                                                | Qual. Europeo Under-21 2023                                                     | -                                                                               |                                                                                 |
| Totale                                                                          |                                                                                 | Presenze                                                                        | 6                                                                               |                                                                                 | Reti                                                                            | 1                                                                               |                                                                                 |

## Palmarès

### Club

#### Competizioni nazionali
- Coppa di Francia: 1

Rennes: 2018-2019
- Campionato spagnolo: 2

Real Madrid: 2021-2022, 2023-2024
- Supercoppa di Spagna: 2

Real Madrid: 2022, 2024
- Coppa di Spagna: 1

Real Madrid: 2022-2023

#### Competizioni internazionali
- UEFA Champions League: 2

Real Madrid: 2021-2022, 2023-2024
- Supercoppa UEFA: 2

Real Madrid: 2022, 2024
- Coppa del mondo per club: 1

Real Madrid: 2022
- Coppa Intercontinentale FIFA: 1  (record)

Real Madrid: 2024